# Kecamatan Balikpapan Selatan
Kecamatan Balikpapan Selatan är ett distrikt i Indonesien.   Det ligger i provinsen Kalimantan Timur, i den nordvästra delen av landet, 1 200 km öster om huvudstaden Jakarta.